# Le Cœur de l'Angleterre
Le Cœur de l'Angleterre (Middle England), publié en 2018, est un roman de l'écrivain britannique Jonathan Coe.

## Résumé
Ce roman est le troisième de la trilogie romanesque Les Enfants de Longbridge, avec les mêmes personnages principaux, durant les années 2010 à 2018, dans la région de Londres pour l'essentiel.
La famille Trotter assiste aux émeutes de 2011 en Angleterre, à la cérémonie d'ouverture des Jeux olympiques d'été de 2012, particulièrement au Pandemonium de Humphrey Jennings, à l'assassinat de Jo Cox, participe aux débats sur le retrait du Royaume-Uni de l'Union européenne, au référendum sur l'appartenance du Royaume-Uni à l'Union européenne, sans chercher à se commettre avec diverses personnalités politiques comme David Cameron, Ed Miliband, Jeremy Corbyn, Theresa May, Boris Johnson.
Les personnages vibrent beaucoup à la musique de variété et au cinéma des années 2010, et de celles qui ont précédé, comme la ballade Adieu to Old England de Shirley Collins ou tel air Envol de l'alouette de Vaugh Williams.
Ils marquent tous leur intérêt à la vie collective, mais aussi à leurs problèmes personnels.
Parmi les meilleurs exemples, le mariage de Sophie et Ian, le mariage de Sohan et Mike, le repas d'anniversaire d'Helena (et la tyrannie du politiquement correct), ou la mémorable et grotesque croisière scandinave, à laquelle est invitée Sophie Trotter comme conférencière, sur le bateau Topaz IV (de l'entreprise Legend), rebaptisé Décrépitude et Sénilité par Sohan.

## Personnages
- Sheila Trotter, décédée, dont l'incinération, à Redditch, en avril 2010, ouvre le récit
- Colin Trotter, veuf, à Rednal, retraité depuis 1995, de British Leyland
- Paul Trotter, à Tokyo
- Lois (1956-), fille de Sheila et Colin, 60 ans en 2016, séparée de son mari Christopher Potter, encore traumatisée par la mort de son ami Malcolm lors des attentats des pubs de Birmingham en 1974
- Benjamin Trotter (1960-), en son moulin, Ben, Bilbon, Tigre, 
  - séparé puis divorcé de Cicely Boyd, partie en Australie soigner sa sclérose en plaques, et y refaire sa vie après 30 ans de vie commune, laissant leur fille Malvina aux USA, abusée par le frère, Paul Trotter
  - travaille bénévolement trois jours par semaine à l’hopital de Shrewsbury au magasin caritatif
  - écrivain sur un projet énorme, un roman-fleuve, Agitation, une fresque sur les relations entre le Royaume-Uni et la Communauté Européenne depuis 1973, et qui devient le roman à succès relatif Rose sans épine
  - Philipp, Phil, ami et éditeur, avec Carol, sa seconde épouse
    - Peter Stopes, écrivain proposant son livre à son 77ème éditeur, en présence de Ben

  - Patrick Chase (fils) et son épouse Mandy
  - Steve Richards, ancien de King William aussi, seul camarade noir de la promo, Rastus
  - Tom Serkis, 65 ans, ancien professeur de leur classe de sixième
  - Charlie Chappell, alias Baron Brainbox, ancien copain de primaire, perdu de vue, marié à Yasmine, beau-père de Aneeqa, en terminale, en conflit ouvert avec Duncan Field, père de Krystal (rivale d'école d’Aneeqa), et clown rival Dr Darecdevil
  - la journaliste indépendante Hermione Dawes, (1989-)
  - Jennifer Hawkind (1960-), veuve de Barry, 2 enfants, Grace et David, ancienne amie de Ben, et nouvelle amie potentielle
- Christopher Potter, époux séparé de Lois
- Sophie (vers 1983-), fille de Lois, proche de son beau-père Christopher, a quitté son ancien ami Patrick Chase (fils de Philipp Chase), a soutenu sa thèse (sur "les portraits des écrivains européens noirs par leurs contemporains, au XIXe siècle"), enseigne à l'Université
  - Emily Shamma, Emly Al Shamma'a, trans, sur laquelle Sophie est accusée (par Coriandre) d’avoir tenu des propos transphobes, ce qui lui vaut d'être boycottée, vilipendée, suspendue par Martin Lomas (52 ans), directeur de son département d'Université
  - Sohan Aditya, meilleur ami de Sophie, homosexuel, et son nouvel ami Mike, dans la finance à risque après 2008
  - Adam Turner, rencontré au colloque Alexandre Dumas (père) à Aix-Marseille, fils d’écrivain américain, pianiste, beau rêve
- Douglas Anderton (1960-), Doug, journaliste/éditiorialiste politique, à Chelsea, Flood Street
  - son épouse, "Hon. Francesca Gifford", riche, snob, et vite séparée
  - le père de Doug, délégué syndical à Longbridge, décédé
  - sa fille, Coriandre, Corrie, 14 ans à la première apparition, et ses petits amis
  - son fils, Ranulph, réduit aux jeux vidéo
  - leur bonne philippine, Marisol
  - Nigel Ives, fils de d’un collègue de fac de Doug, « jovialité écran », travaille dans le cabinet (de Cameron, puis de May), et rencontre assez régulièrement Doug
  - Gail Ransome (1971-), député torie de gauche, « le visage humain du Parti tory », et ses deux enfants, Edward et Sarah
  - Ronald Culpepper, ancien camarade de classe de Doug, nouvel ami de Francesca, et sa think tank d’extrême-droite, "Fondation Imperium"
- Ian Coleman, moniteur d’auto-école, intervenant facilitateur en séance de stage de sensibilisation aux dangers de la vitesse (conseillé à Sophie), premier amant non-intellectuel de Sophie, qu'il épouse
  - Helena Coleman (1940-), sa mère, veuve, qui redoute des « fleuves de sang »
  - Naheed, collègue et amie de Ian, devenue concurrente
  - Simon Bishop, ami, témoin du marié, basé à Wolverhampton
    - Andrew Bishop, son père, 65 ans, retraité, lancé dans le marché d’exportation de lait anglais vers la Chine, avec M. Hu, et Charles Bishop, à HSBC, Hong Kong

  - Grete, fée de ménage d’Helena, mariée à Lukas, au restaurant à Startford, devenu manager en 2015, et enceinte
  - Lucy, sœur de Ian, dont les invités au mariage réveillent « la vieille cynique en moi »

## Accueil
Le public francophone apprécie ce « roman du Brexit » : « Brexit Anamnèse : le coeur de l'Angleterre ne bat plus très fort. Quoique. », « le plaisir de l’ire ».
Le journal Le Monde reste le plus prolixe : « Jonathan Coe, inventaire littéraire avant Brexit ». « Le Brexit selon Jonathan Coe, un conflit de générations ». « Jonathan Coe : “Ce que signifie être Anglais est devenu une obsession pour moi” »
.